# Novi Iskar
 (avril 2024).
Si vous disposez d'ouvrages ou d'articles de référence ou si vous connaissez des sites web de qualité traitant du thème abordé ici, merci de compléter l'article en donnant les références utiles à sa vérifiabilité et en les liant à la section « Notes et références ».
Novi Iskar (en bulgare : Нови Искър [ˈnɔvi iskɐr]) est une ville de l'ouest de la Bulgarie, située dans la province de Sofia, qui fait partie de la municipalité de Sofia. Elle est souvent considérée comme la banlieue nord de la capitale bulgare et se situe dans la partie nord de la vallée de Sofia, à l'entrée des gorges de l'Iskar : le grand défilé qui commence juste au nord de la ville et par lequel s'écoule la rivière Iskar qui traverse la ville.

## Histoire
La municipalité de Novi Iskar a été formée en mai 1974 par la fusion de trois villages : Aleksandar Voykov, Gnilyane et Kurilo. Le village d'Aleksandar Voykov a été formé en 1955 lorsque les villages de Kumaritsa et Slavovtsi furent fusionnés. À l'origine une zone occupée par des villas, Izgrev est aujourd'hui un quartier de la commune.

## Géographie
Aujourd'hui, Novi Iskar se compose de cinq districts : Kumaritsa, Kurilo, Izgrev, Gnilyane et Slavovtsi qui fut longtemps un quartier habité par les pilotes de chasse de l'aéroport militaire abandonné situé sur le territoire de la commune.